# ألان جونز (عازف جاز)
ألان جونز (بالإنجليزية: Alan Jones)‏ هو عازف جاز أمريكي، ولد في 4 أغسطس 1962 في لونغفيو في الولايات المتحدة.

## روابط خارجية
- ألان جونز على موقع IMDb (الإنجليزية)